# SeaTac

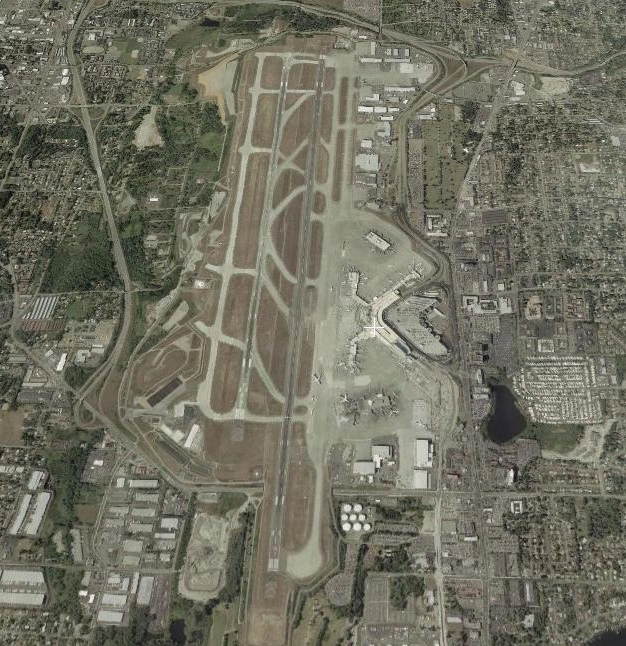
Satelitní snímek letiště Seattle-Tacoma International Airport.

SeaTac je město v okrese King v americkém státě Washington. Jedná se o odlehlé předměstí Seattlu, ve kterém v roce 2010 žilo 26 909 obyvatel. Ve městě se nachází velké letiště Seattle-Tacoma International Airport, které provozuje Port of Seattle. Dříve založené obce Angle Lake, Bow Lake, McMicken a Riverton jsou nyní také částí SeaTacu.

## Historie
Obyvatelé území dnešního SeaTacu hlasovali pro začlenění obce v roce 1989. K začlenění došlo v únoru 1990 a jméno města pochází z názvů měst Seattle a Tacoma.

## Vláda a infrastruktura

### Městská vláda
Radnice a policejní stanice se nachází na South 188th Street. Městu vládne rada složená ze sedmi volených radních.

### Policie
Od roku 1990 má město smlouvu s okresním šerifem. Úředníci přidělení městu mají uniformy a řídí auta s logem města. Momentálně je městu přiděleno 51 důstojníků, detektivů a podpůrného personálu.

### Hasiči
Ve městě se nachází tři hasičské zbrojnice. Stanice 45 je sídlem městských hasičů a má na starost jižní část města. Stanice 46 hasí požáry ve středu města, zatímco stanice 47 se nachází na severu města. Pro městské hasiče pracuje celkem 53 zaměstnanců na plný úvazek.

### Městský soud
Městský soud se nachází v radnici a má omezené pravomoci. Soudce je pověřený státním zákonem předsedat veřejným přestupkům, dopravním přestupkům, trestným činům a těžkým porušením zákona a veřejným nařízením k protekci.

### Veřejné služby
Veřejné služby města jsou zodpovědné za plánování, design, stavbu a údržbu ulic, zlepšení dopravy, údržbu povrchové vody a recyklační programy.

### Parky a rekreace

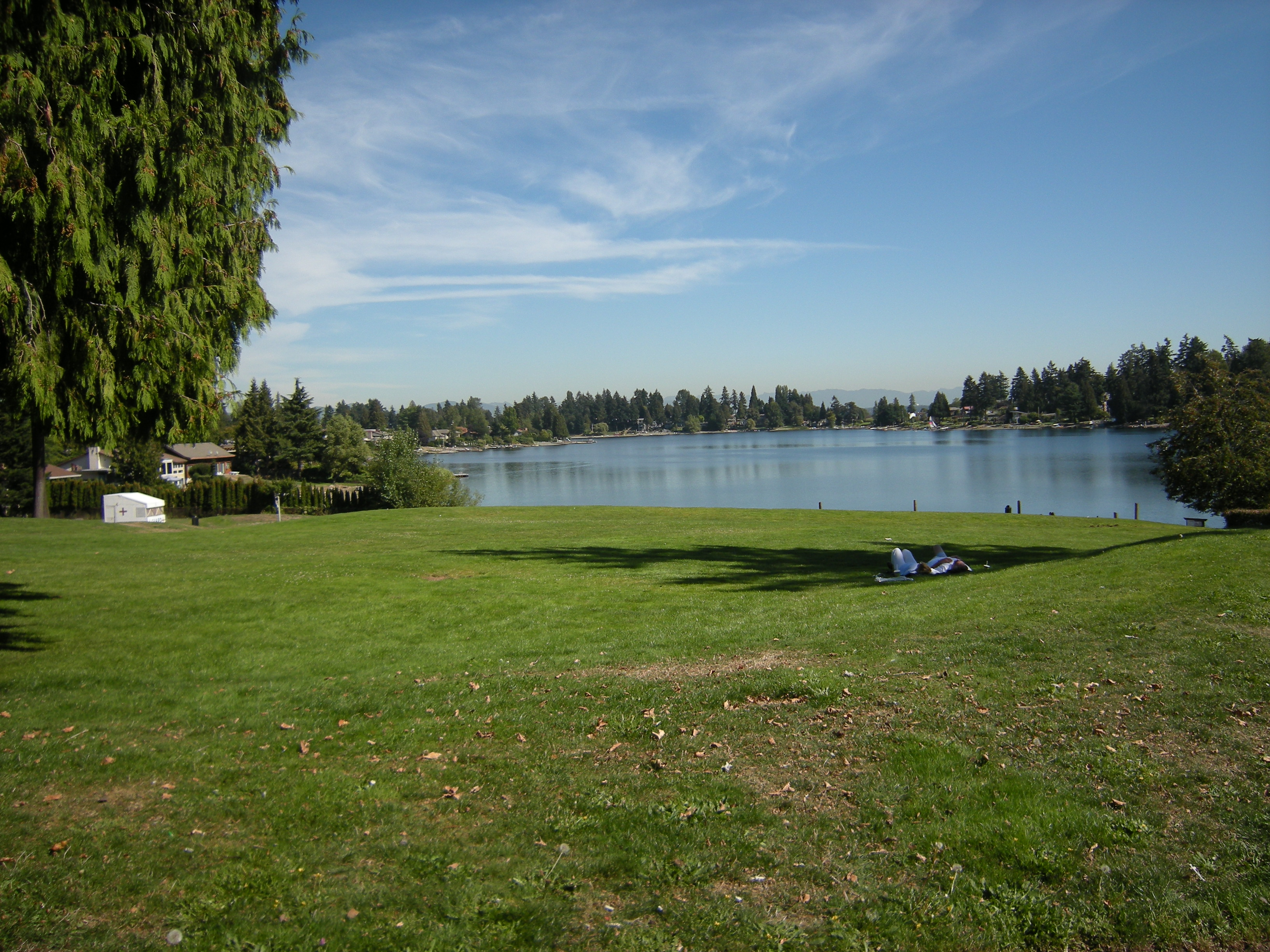
Angle Lake Park.

Město provozuje sedm městských parků a dvě komunitní centra.
Angle Lake Park má rozlohu 42 tisíc m² a nachází se na břehu Úhlového jezera. V parku je místo pro barbecue, lodní rampa, rybářské molo, dětské hřiště, otevřené rekreační území, zázemí pro plavání, jeviště a veřejné toalety. V prostoru určeném pro plavání se od poloviny června do začátku září vyskytují plavčíci. Rybářské molo je otevřené celý rok od svítání po soumrak.
Bow Lake Park má rozlohu 16 tisíc m² a nachází se zde mnoho otevřeného prostoru. Des Moines Creek Trail Park má rozlohu 390 tisíc m² a prochází jím zpevněná stezka pro chodce a cyklisty, na jejímž začátku se nachází parkoviště.
Grandview Park má rozlohu 150 tisíc m², prostor pro psy bez vodítka, další otevřené prostory, lavičky, oplocení, kiosek, schránky na odpadky a stezky.
McMicken Heights Park má rozlohu 10 tisíc m², otevřené prostory, dětské hřiště a tenisové kurty.
North SeaTac Park má rozlohu 0,67 km² a nachází se zde městské komunitní centrum, baseballové, fotbalové a softbalové hřiště, discgolfové hřiště, venkovní basketbalové hřiště, dětské hřiště, piknikový přístřešek, toalety a zpevněné stezky pro chodce.
Sunset Park má rozlohu 73 tisíc m², obsahuje baseballové a softbalové hřiště, trať pro kola BMX, fotbalové hřiště, tenisové kurty, toalety a zpevněné stezky pro chodce.

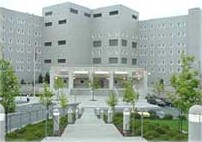
Federální vazební centrum.

Valley Ridge Park má rozlohu 85 tisíc m², baseballové a softbalové hřiště se syntetickým povrchem, venkovní basketbalové hřiště, komunitní centrum, hokejové kluziště, dětské hřiště, skatepark, fotbalové hřiště se syntetickým povrchem, tenisové kurty a toalety.

### Federální reprezentace
Ve městě se nachází pošta Riverton Heights, národní výbor dopravní bezpečnosti zde provozuje seattleskou leteckou dislokovanou stanici a federální úřad věznic zde provozuje Federální vazební centrum, SeaTac.

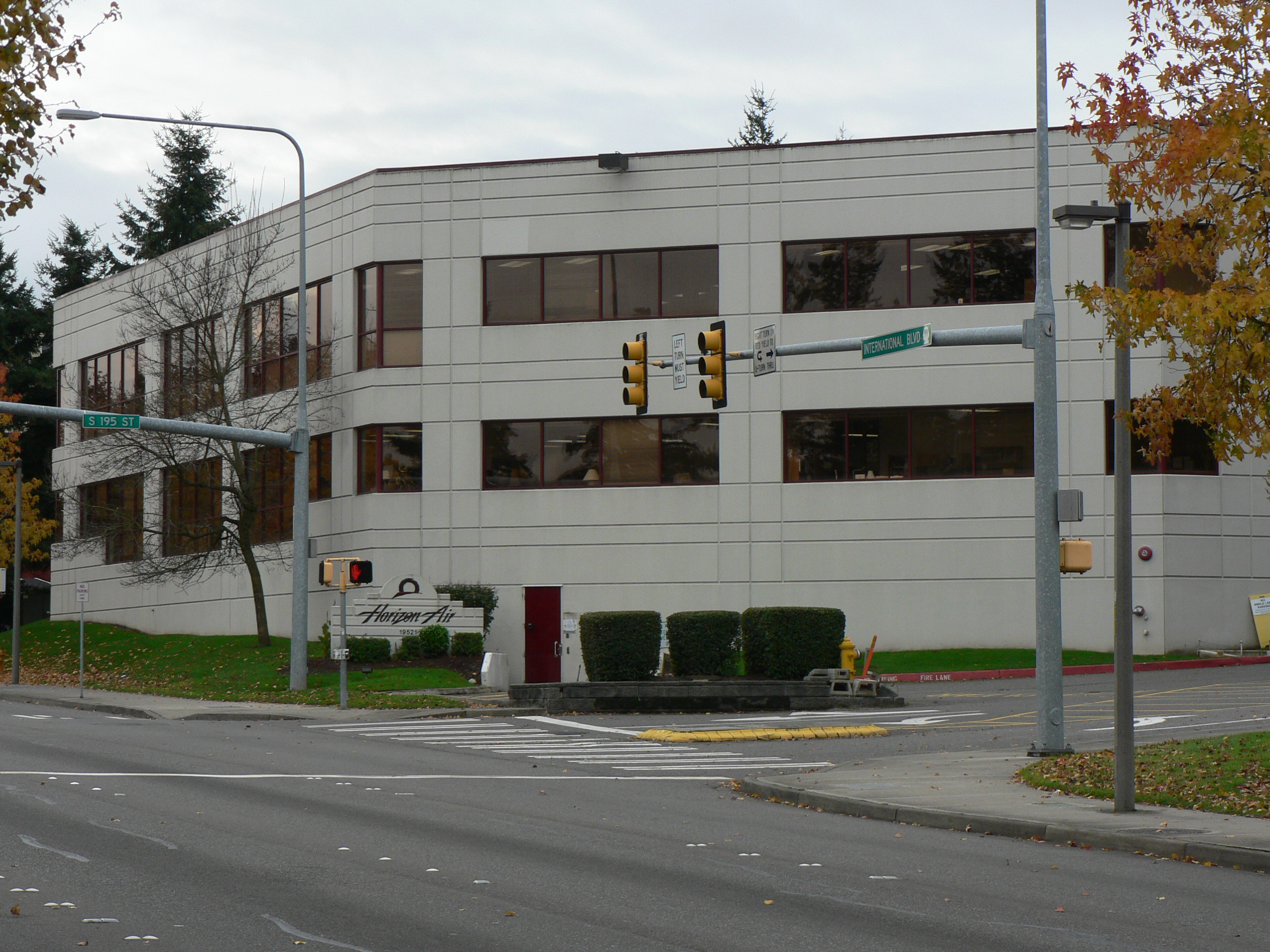
Sídlo aerolinek Horizon Air.

## Ekonomika
Momentálně se ve městě nachází přes 900 licencovaných podniků, z nichž 80 patří mezi společnosti Fortune 1000. Tyto společnosti zaměstnávají ve městě téměř 40 tisíc zaměstnanců a generují celkové místní obchody ve výši 3,7 miliardy dolarů.
Svá sídla mají ve městě aerolinky Alaska Airlines a Horizon Air a na Pacifické dálnici se také nachází pobočky Asiana Airlines, EVA Air, Hainan Airlines a China Airlines.

### Ekonomický rozvoj
Městské oddělení pro rozvoj ekonomiky a komunity bylo vytvořeno na začátku roku 2011 k zajištění povolujícího centra, zvýšení úrovně služeb a pomocí v ekonomickém a facilitačním rozvoji vytvořením soudržnějšího přístupu a vytvoření pracovních míst. Oddělení se dělí na divizi pro ekonomický rozvoj, plánovací divizi, divizi technických revizí a divizi stavebních služeb.

## Geografie
Město má rozlohu 26 km², z čehož necelá 2 % tvoří voda.

## Demografie
V roce 2010 žilo ve městě 26 909 obyvatel, z nichž tvořili 46 % běloši, 17 % Afroameričané a 15 % Asiaté. 20 % obyvatelstva bylo hispánského původu.

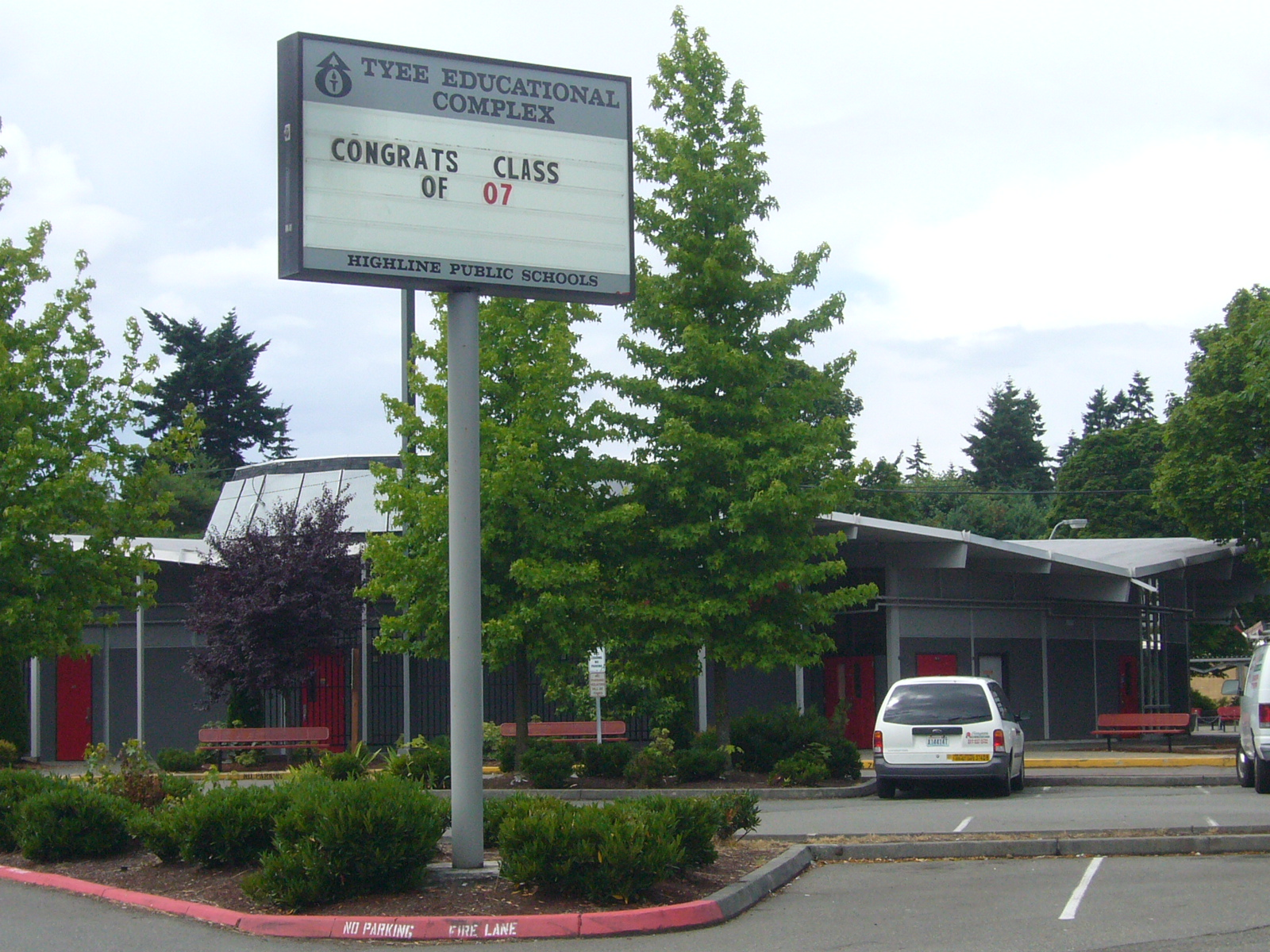
Tyeeův vzdělávací komplex.

## Vzdělávání

### Základní a střední školy
Veřejné školy ve městě provozuje školní obvod Highline Public Schools.
Základní školy, které obsluhují město jsou Bow Lake, Madrona a McMicken Heights v SeaTacu a Cedarhurst v Burienu. Většina obyvatel patří pod prostřední školu Chinook Middle School a Tyeeův vzdělávací komplex, zatímco některé části patří pod prostřední školu Sylvester Middle School a střední školu Highline High School, které se nachází v Burienu.
Tyeeův vzdělávací komplex obsahuje akademii občanství a posílení, střední školu globálních spojení a esenciální školu Odyssey. V roce 2005 zde také byla otevřena malá střední škola Highline Big Picture.

### Veřejné knihovny
Knihovní systém okresu King provozuje ve městě knihovnu Valley View Library.